# Hella Service Partner
Unter dem Namen Hella Service Partner betrieb die HELLA GmbH & Co. KGaA seit 2000 ein Werkstattsystem für freie Kraftfahrzeug-Werkstätten, welches im Bereich des Franchising anzusiedeln war. Heute besteht das System noch in den Niederlanden und in Dänemark.

## Inhalte und Hintergründe
Unter dem Namen dieses Marketing-Konzeptes bot das Unternehmen teilnehmenden Werkstätten eine Auswahl an Dienstleistungen und Materialien an, die den Werkstätten Wissen vermitteln und sie bei Marketing-Maßnahmen unterstützen sollten. Im Rahmen der Unternehmensstrategie „4+2“ stellte das Unternehmen den angeschlossenen Werkstätten neben den Produkten auch Informationen zu technischen Details der Produkte und Verkaufsunterstützung zur Verfügung.
Die Inhalte und Informationen, die hierbei den Werkstätten zur Verfügung gestellt wurden, waren zu einem großen Teil für die Teilnehmer exklusiv und für die Öffentlichkeit nicht einsehbar. Zudem stellte das Unternehmen den Teilnehmern ein gesondertes Branding unter der Marke „Hella Service Partner“ zur Verfügung, welches ebenfalls für die teilnehmenden Werkstätten exklusiv war.
Das Konzept bot teilnehmenden Werkstätten in den damaligen vier Produktbereichen der HELLA GmbH & Co. KGaA
- Fahrzeugbeleuchtung
- Elektrik
- Elektronik
- Thermo Management (umfasst Fahrzeug-Klimatisierung und Motorkühlung)

einen Mix aus technischen Informationen und Marketing-Support.
Neben Technischen Schulungen und Informations-Publikationen stellte das Unternehmen den Teilnehmern eine Auswahl an POS-Materialien, Beschilderung, Werbeartikeln und Print-Materialien zur Verfügung.
Im Gegensatz zu anderen Werkstattkonzepten handelte es sich beim Konzept Hella Service Partner um ein Detailkonzept und nicht um ein sogenanntes Full-Service-Konzept. Dies bedeutet, dass die teilnehmenden Werkstätten keine Verpflichtung hinsichtlich des Verkaufs bestimmter Produkte mit dem Anbieter des Konzeptes eingingen. Der Inhaber der Werkstatt blieb in diesem Fall frei von jeglichen rechtlichen Bindungen, die seine Geschäftstätigkeit beeinflussen konnten und es stand ihm ebenfalls frei, in welcher Form die Werkstatt die eigene Kommunikation zum Verbraucher aufbaute. Ein Auftritt als Konzeptpartner war nicht zwingend erforderlich, wurde allerdings durch den Anbieter des Konzeptes erwünscht.
Bereits zwei Jahre nach der Vorstellung in Deutschland konnte das Konzept im September 2002 die 1000. Partner-Werkstatt begrüßen.

## Eingliederung in den Marketing-Mix
Im Marketing-Mix des Unternehmens war dieses Konzept als Teil der Push-Pull-Strategie als eine Pull-Aktivität zu sehen.

## Teilnehmer
Die Teilnehmer an dem Konzept mussten Autowerkstätten sein, die im freien Teilemarkt aktiv waren.

### Teilnahmebedingungen
Die Mitglieder des Konzeptes verpflichteten sich laut Aussage des Unternehmens zur sachkundigen Durchführung von Arbeiten am Kraftfahrzeug unter Verwendung professioneller Werkzeuge. Die Qualifizierung der Werkstätten wurde in regelmäßigen Abständen durch Vertreter des Unternehmens und der die Werkstätten betreuenden Großhändler überprüft und bewertet.

### Teilnehmerzahl und -Länder
Es gab rund 5000 Werkstätten, die sich dem Konzept Hella Service Partner angeschlossen haben.
Das Konzept ist derzeit noch in den folgenden Ländern aktiv:
- Niederlande
- Dänemark